# صباح احمد جابر الصباح
صباح احمد جابر الصباح (به عربی: صباح الاحمد الجابر الصباح) (۱۶ ژوئن ۱۹۲۹ – ۲۹ سپتامبر ۲۰۲۰) پنجمین امیر کویت و فرماندهٔ کل قوای نیروهای مسلح کویت بود. وی در ۲۹ ژانویهٔ ۲۰۰۶ و پس از تأیید مجلس ملی کویت، سوگند یاد کرد و به امیری کویت رسید و تا زمان مرگش در ۲۹ سپتامبر ۲۰۲۰ این مقام را بر عهده داشت. او چهارمین پسر احمد جابر الصباح بود. خاندان آل صباح از دهه ۱۷۵۰ (میلادی) بر کویت حکمرانی می‌کنند.
در طول دوره ریاست صباح احمد بر شورای وزیران، زنان کویتی حقوق سیاسی خود را در اجرای بخشنامه‌های شاهزاده جابر آل احمد الجابر الصباح به‌دست آوردند؛ صباح احمد نخستین زن در دولت خود را در سال ۲۰۰۵ انتخاب کرد.
در تاریخ ۹ سپتامبر ۲۰۱۴ سازمان ملل از وی با عنوان «رهبر اقدام بشردوستانه» تجلیل به عمل آورد و کویت به عنوان قدردانی از سازمان بین‌المللی برای تلاش‌های امیر و کویت در خدمت بشریت «مرکز اقدام بشردوستانه» نامیده شد. وی را «شیخ دیپلمات‌های عرب و جهان» و «رئیس دیپلماسی عرب و کویت» می‌نامیدند. ناظران بر این باورند که وی در دوران پادشاهی خود، سیاست اصلاح را دنبال کرد؛ زیرا زندگی دموکراتیک به وجود آمد، آزادی‌های رسانه‌ها افزایش یافت، روزنامه‌ها و پایگاه‌های رسانه ای گسترش یافتند و مناطق انتقاد در کویت گسترش یافت. در حالی که دیگران معتقدند تصویب قانون «مبارزه با جرایم فناوری اطلاعات» که با حبس مخالفان وی به اتهام توهین به امیر، در سال ۲۰۱۵ توسط پارلمان کویت تصویب شد، سقف آزادی بیان را در دوران پادشاهی صباح احمد در کویت محدود کرد.
در طول پادشاهی صباح احمد، کویت شاهد تجدید حیات در زمینه‌های گوناگون، در اجرای آرمان‌های خود برای تبدیل کویت به یک مرکز مالی و تجاری جهانی بود.

## اسم و نسب
صباح احمد (چهارم) پسر شاهزاده احمد بن شاهزاده جابر دوم، پسر شاهزاده مبارک الکبیر، پسر شاهزاده صباح الثانی، پسر شاهزاده جابر اول، پسر شاهزاده عبدالله اول، پسر شاهزاده صباح، نخستین بن جابر بن سلمان بن احمد است. صباح اول اسم به همه حاکمان و شاهزادگان کویت از سده هجدهم تعلق می‌گیرد و نام خانواده حاکم را متمایز می‌کند. صباح آل احمد چهارمین پسر فرزندان پسر احمد الجابر الصباح، امیر دهم کویت، توسط همسرش منیرا العثمان آل سعید العیار است. وی برادر ناتنی امیر فقید کویت، جابر آل احمد است.

## زندگی‌نامه
صباح در ۱۶ ژوئن ۱۹۲۹ در جهرا، شمال غربی کویت، زاده شد. جاهرا در آن زمان دهکده‌ای کشاورزی بود. وی در چهار سالگی از جهرا به کاخ سیف کوچ کرد.
صباح تحصیلات ابتدایی را در دههٔ ۱۹۳۰ در مدرسه المبارکیه فرا گرفت و تحصیلات خود را زیر نظر مربیان به پایان رساند. سپس پدرش، احمد الجابر الصباح، وی را برای تحصیل و کسب تجارب و مهارت‌های سیاسی و آشنایی با ماهیت سامانه‌ها، کار و اداره در شماری از کشورهای اروپایی و آسیایی به برخی از کشورها فرستاد.
دوره بین تأسیس و استقلال کویت در سال ۱۹۶۱ نیز در فراهم آوردن تجربیات، روش‌های حکمرانی و شرایط اداره به وی کمک کرد، زیرا وی فرزند حاکمی بود که سه دهه در راس آن بود (۱۹۵۰–۱۹۲۱). بنابراین، صباح با وقایع و تحولات داخلی، از روند مدیریت و معاملات پدرش احمد الجابر الصباح آگاه بود و جهان در آن زمان مملو از وقایع بزرگ سیاسی و نظامی بود، به ویژه جنگ جهانی دوم، که وقایع آن را در همه کشورها و ساکنان زمین منعکس می‌کرد. همچنین وقایعی که در منطقه عرب شتاب گرفت، مانند نکبت فلسطین، کودتای ۲۳ ژوئیه در مصر، کودتای ۱۴ ژوئیه در عراق و کودتاهای نظامی که در منطقه عرب به وجود آمد، به او کمک کرد تا سیاست و تحولات بین‌المللی را بهتر درک کند. این تربیت (در کاخ دولت) باعث ایجاد آگاهی اجتماعی و سیاسی در صباح شد و وی را قادر ساخت تا با امور عمومی، چه در کویت، چه در مناطق عربی و چه در فضای بین‌المللی، آشنا شود.
او برادر ناتنی امیر پیشین کویت، شیخ جابر احمد الصباح است که در ژوئیهٔ ۲۰۰۳ صباح را به عنوان نخست‌وزیر منصوب کرد و جایگزین شیخ سعد عبدالله سالم الصباح ولیعهد کویت شد. برادر او در سقوط عمدی پرواز ۶۳۰ هواپیمایی پادشاهی مراکش کشته شد.
صباح پیش از آن که امیر کویت شود، از سال ۱۹۶۳ تا ۱۹۹۱ و از ۱۹۹۲ تا ۲۰۰۳ وزیر امور خارجهٔ کویت بود. به عنوان وزیر امور خارجه، صباح روابط بین‌المللی کویت را پس از جنگ خلیج فارس ترمیم و برقرار کرد. او همچنین از سال ۱۹۶۵ تا ۱۹۶۷، وزیر اقتصاد کویت بود. صباح از تاریخ ۱۳ ژوئیهٔ ۲۰۰۳ تا ۲۹ ژانویهٔ ۲۰۰۶ نخست‌وزیر کویت بود.

## حکومت

### رسیدن به قدرت
در ۱۵ ژانویه ۲۰۰۶ امیر شیخ جابر درگذشت و شیخ سعد، ولیعهد کویت را به امیر تازه تبدیل کرد. با پیوستن سعد، صباح احتمالاً با حفظ وظیفه نخست‌وزیری، ولیعهد تازه می‌شد. اما قانون اساسی ایجاب می‌کند که امیر در برابر مجلس سوگند یاد کند و سوگند اداری پیچیده‌است. به زودی، خبر پخش شد که سعد قادر به ادای سوگند کامل نیست. برخی گزارش‌ها حاکی از آن است که وی از بیماری آلزایمر یا برخی دیگر از بیماری‌های ناتوان کننده رنج می‌برد. به‌طور کلی توافق شد که او قادر به صحبت کردن نیست، حداقل در هر زمان. سعد پس از یک جنگ قدرت در خاندان حاکم، موافقت کرد که در ۲۳ ژانویه ۲۰۰۶ به دلیل بیماری از سمت امیری کویت از مقام خود کناره‌گیری کند. سپس خانواده پادشاهی مقام حکومت را تفویض کردند و صباح امیر تازه شد. در ۲۴ ژانویه ۲۰۰۶، مجلس ملی کویت لحظاتی قبل از دریافت نامه رسمی استعفا، سعد را از دفتر خارج کرد. کابینه کویت صباح را به عنوان امیر معرفی کرد. وی در ۲۹ ژانویه ۲۰۰۶ با تأیید شورای ملی سوگند یاد کرد و به این بحران پایان داد.

### انحلال مجلس شورای ملی
صباح پس از استعفا کابینه در هفته ۱۷ مارس ۲۰۰۸ به دنبال جنگ قدرت با دولت، شورای ملی را در ۱۹ مارس ۲۰۰۸ منحل کرد و خواستار انتخابات زودهنگام در ۱۷ مه ۲۰۰۸ شد. درگیری بین دولت و پارلمان در سال ۲۰۱۲ آغاز شد. وی در نتیجه مجلس را منحل کرد.

### سیاست خارجی

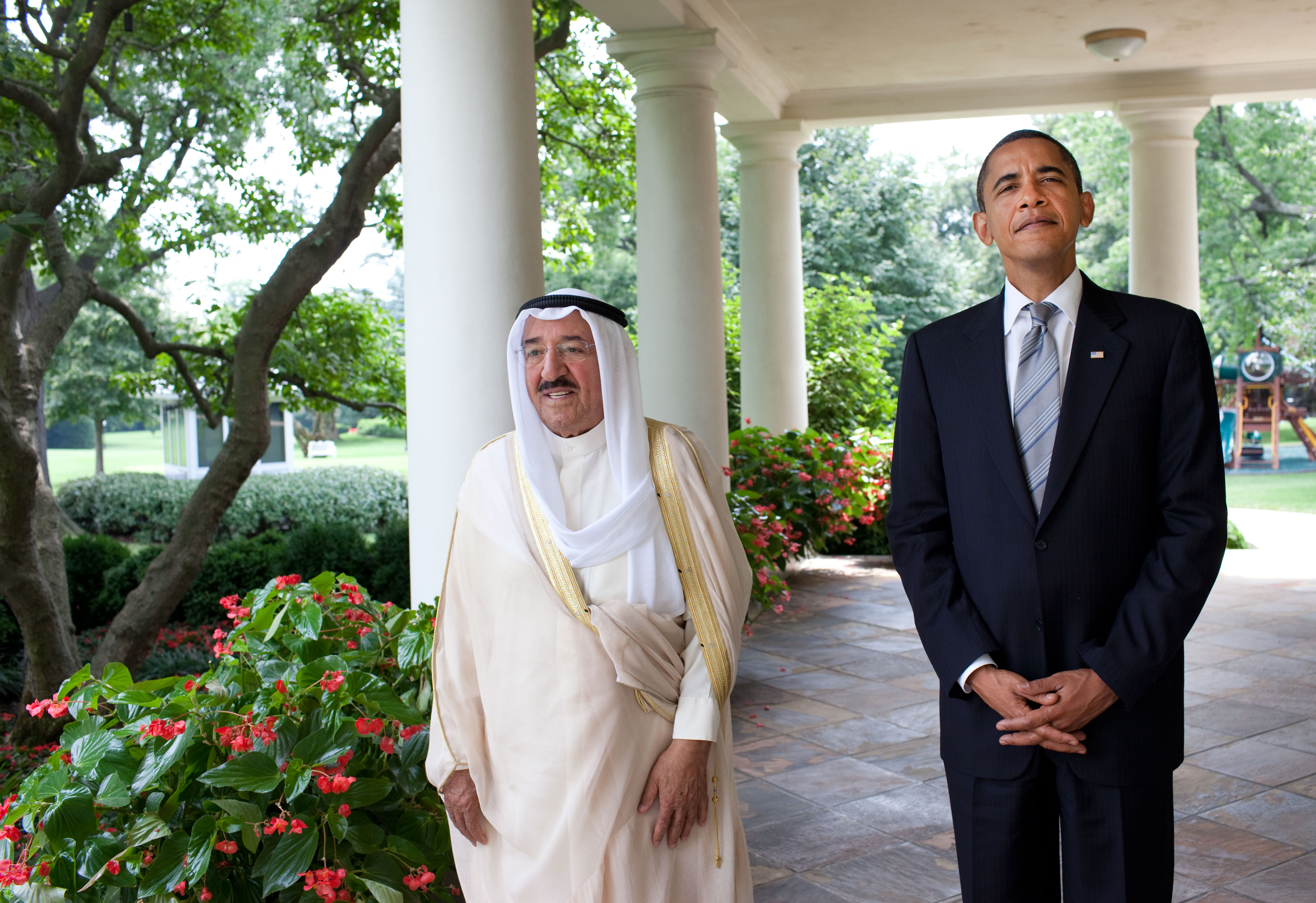
صباح در کنار باراک اوباما در سال ۲۰۰۹

صباح به دلیل موقعیتی که در فرمان رهبری شورای همکاری خلیج فارس و ۴۰ سال خدمت به عنوان وزیر خارجه و نخست‌وزیر داشت، یک واسطه محترم منطقه ای و بین‌المللی بود. تحت رهبری وی، کویت به عنوان مبدأ پاکستان و بنگلادش، ترکیه و بلغارستان، تشکیلات خودگردان فلسطین و اردن، جناح‌های جنگ داخلی در لبنان و کشورهای حاشیه خلیج فارس و ایران عمل کرد. در سال ۲۰۱۶، صباح میزبان جلسات متعددی از رهبران گروه‌های متخاصم در جنگ داخلی یمن با حمایت سازمان ملل متحد بود.
صباح به سرعت کویت را به عنوان واسطه اصلی در بحران دیپلماتیک قطر تبدیل کرد و در ۶ تا ۷ ژوئن قبل از عزیمت به دوحه با مقامات سعودی و اماراتی دیدار و در مورد اختلافات با رهبران قطر دیدار کرد. تلاش‌های مداوم وی توسط قطر و دیگر طرف‌های علاقه‌مند از منطقه و همچنین ایالات متحده، انگلیس، فرانسه و آلمان مورد حمایت عمومی قرار گرفته‌است. در آغاز سپتامبر ۲۰۱۷، صباح دربارهٔ وضعیت با مقامات ارشد واشینگتن دی سی، از جمله رئیس‌جمهور ایالات متحده، دونالد ترامپ، که «تلاش‌های خود را برای میانجیگری» و «کمک‌های اساسی کویت به ثبات منطقه ای» تحسین می‌کرد، گفتگو کرد. درخواست‌هایی از کشورهای تحریم کننده در مورد هرگونه پیش شرط وجود داشت. امانوئل مکرون، رئیس‌جمهور فرانسه، حمایت فرانسه از تلاش‌های میانجیگری صباح را پس از جلسه ای در پاریس در ۱۵ سپتامبر ۲۰۱۷، با تکرار بیانیه‌های حمایت از ابتکار ژوئن ۲۰۱۷ اعلام کرد. ترامپ و صباح در ۵ سپتامبر ۲۰۱۸ جلسه سوم را در کاخ سفید داشتند.

### انسان دوستی
رئیس‌جمهور پیشین آمریکا جیمی کارتر، صباح را «یک رهبر بشردوست جهانی» خواند و گفت «حمایت وی از امداد رسانی در برابر بلایا، تلاش‌های صلح و پیشرفت بهداشت عمومی الهام بخش است. دیگر رهبران جهان می‌توانند از الگوی عالمانه دوستم، اعلیحضرت امیر الگو بگیرند».
براساس گزارش کوتس خاورمیانه در ۲۰۱۴، صباح بیشترین کمک مالی فردی را در سال ۲۰۱۳ در میان اعضای شورای همکاری خلیج فارس در حمایت از پناهندگان سوری در کشورهای همسایه انجام داد. این مبلغ حدود ۳۰۰ میلیون دلار بود. همچنین در سال ۲۰۱۴، بان کی مون دبیرکل سازمان ملل متحد از صباح به عنوان یک رهبر بشردوستانه در سطح جهانی نام برد و یک جایزه بشردوستانه به وی اهدا کرد. بان گفت، «این برای من افتخار بزرگی است که امروز اینجا هستم تا رهبری معظم‌له شیخ صباح احمد جابر آل صباح، امیر کویت را به رسمیت بشناسم. این یک روز بشردوستانه عالی است. ما با رهبر بشردوست بزرگ جهان دور هم نشسته‌ایم.»
در سال ۲۰۱۵ صباح در اجلاس سازمان ملل متحد در کویت ۵۰۰ میلیون دلار برای کاهش بحران انسانی سوریه متعهد شد.

### محکومیت توهین کنندگان

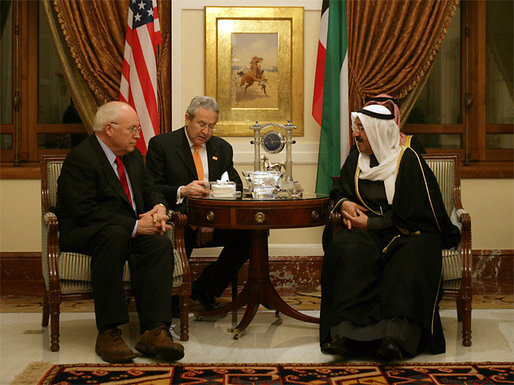
صباح احمد جابر الصباح و دیک چنی

بر پایه قانون اساسی کویت، هرگونه تعرض و توهین به امیر این کشور یا انتقاد از آن یک جرم ضد امنیت ملی به‌شمار می‌رود و مجازات آن حداکثر ۵ سال زندان است. به عنوان نمونه، مسلم البراک، رهبر مخالفان دولت و نمایندهٔ پیشین پارلمان کویت به جرم اهانت به امیر کویت، به ۵ سال زندان محکوم شد و عبدالعزیز المطیری، تبعه عربستان سعودی نیز به جرم اهانت به امیر کویت به ۵ سال زندان محکوم شد.
شیخ صباح الاحمد، به مناسبت ماه رمضان طی دستوری شماری از کسانی را که به اتهام توهین به شخص امیر این کشور زندانی شده بودند، مورد عفو قرار داد.

## درگذشت
پس از ماه‌ها بستری در مایو کلینیک شهر راچستر، مینه‌سوتا، صباح الاحمد در ۲۹ سپتامبر ۲۰۲۰ و در سن ۹۱ سالگی درگذشت. به مناسبت درگذشت او، دولت کویت ۴۰ روز عزای عمومی در این کشور اعلام کرد.